# 立町 (仙台市)
立町（たちまち）は、宮城県仙台市青葉区の町丁。郵便番号は980-0822。全域で住居表示を実施している。住民基本台帳に基づく人口は2,560人、世帯数は1,796世帯（2025年1月1日現在）。
1970年（昭和45年）の住居表示の施行前とそれ以後では範囲が異なるが、現在の仙台市都心部からは西から北西に位置する。17世紀初めに仙台城の城下町が建設されたときに岩出山から町ごと移転して設けられ、御譜代町の1つ、24町のうち第4位につけた。現代は、範囲を北にずらし、中・高層の住宅地となっている。

## 位置
江戸時代の立町は、西端を柳町（後に元柳町）、東端を国分町に区切られる東西に長い町であった。現在の地名では広瀬通の西側の一部で、西を西公園通との交差点（北緯38度15分39.33秒 東経140度51分47.6秒 / 北緯38.2609250度 東経140.863222度）、東を国分町通との交差点（北緯38度15分43.89秒 東経140度52分12.15秒 / 北緯38.2621917度 東経140.8700417度）までの区間の両側にあたる。当時は道路の両側をあわせて一つとする区割り法をとったので、立町はその両側の町であり、また道路をも指した。西には仲の瀬橋に通じる道が伸び、東には立町通が東二番丁まで続いていた。立町通は、「立町まで通じる道」の意で、立町とは別の道である。北には本櫓丁、南には肴町と背中合わせで隣接した。
現代の立町は、道路に境界線を引く区割り法によって、南は広瀬通、北は定禅寺通、東は晩翠通、西は西公園通に囲まれた地区である。旧町名では立町、本櫓丁、本鍛冶丁、定禅通櫓丁、元柳町のそれぞれ一部からなる。旧立町は広瀬通と晩翠通によって4分割され、そのうち北西部だけが新しい立町に含められた。北東は国分町二丁目、南東は国分町一丁目、南西は大町二丁目に入れられた。

## 歴史

### 立町の割り出し
立町の語源ははっきりしないが、他の城下町の例から、城からみて「縦」に長く配置された町というところから名づけられたのだろうとする説がある。
戦国時代には伊達氏の本拠米沢にあり、奥州仕置によって伊達政宗が移転を命じられると、伊達氏に従って岩出山に移転した。関ヶ原の戦いの後に政宗が仙台に居城を移すと、また従って移った。こうして伊達氏とともに転々とした町は全部で6つあり、御譜代町という。仙台の町人町には町列という序列があり、立町は大町、肴町、南町に次ぐ第4位とされた。
立町は、御譜代町の中ではもっとも北に設けられた。城下を南北に走る奥州街道（国分町）から、西に出る道の両側が立町である。南隣は背中あわせで肴町、北隣は武家屋敷であった。

### 江戸時代
立町は、御譜代町の特権として、6年に1度、九月御日市を立てた。これは6つの御譜代町が順番に9月の間主要17品目の売買を独占するもので、期間中は城下の商人も外から来た商人も立町で店を借りて商売した。この特権は慶安4年（1651年）10月に廃止され、かわりに城下の商人から総額70貫480文の日市銭を徴収する権利が、6年交替でめぐってくることになった。
また別に、城下での穀物取引を穀町とともに独占する権利もあったが、その特権は延宝3年（1675年）閏4月の売り散らし令で、他の町の独占権ともども一斉に廃止された。代償として、他の町の商人は銭を立町と穀町に納めることになった。
御譜代町は城下町の中心部にまとめられたから、立町も仙台の中では中心部に位置した。しかし、町人町の中で比べるなら、街道筋から外れ、あまりよい立地ではなかった。屋敷や蔵などからみた町の繁栄は、仙台の町人町の中で中程度である。立町には、仙台糒を製造した夏井家があった。

### 近現代
1945年（昭和20年）7月10日の仙台空襲で焼け野原になってから、仙台市は復興の中心街路の一つとして広瀬通を設定した。広瀬通は仙台でも有数の自動車交通量が多い道路になり、その東半分は中心街の一部になったが、立町にあたる西半分は中心部から少し外れたところにとどまった。21世紀初めには業務ビルと高層住宅が並んでいる。
1970年（昭和45年）2月1日の住居表示施行により仙台市都心部の多くの古い町名が消え去る中、立町は街区として名を残したが、その位置は北西に大きくずれた。新たに取り込んだのは江戸時代には武家屋敷だったところで、そこは商業地としての歴史を持たずに住宅地であり続けた。この範囲の立町は21世紀初めの現在も中高層の建物が多い住宅地である。
2023年（令和5年）、宮城県は暴力団の活動を抑え込むこと等を目的として、立町全域を暴力団排除条例に基づく暴力団排除特別強化地域に指定。みかじめ料の支払いや用心棒の供与等について、店側および暴力団側双方に罰則規定を設けた。
町内に仙台市立立町小学校が設置され、現存する。

## 人口・世帯数
2025年（令和7年）1月1日現在の世帯数と人口は以下の通りである。
| 町丁 | 世帯数〔世帯〕 | 総人口〔人〕 |
| ---- | -------------- | ------------ |
| 立町 | 1,796          | 2,560        |